# Bandua
Bandua ist der Name einer keltischen Göttin. Er wurde auf Inschriften aus Aquae Flaviae, heute Bragança in der römischen Provinz Lusitania (Portugal) und auch aus Galicien vorgefunden. Die Inschrift aus Bragança trägt den Text:
Bandu(a)e / Cal[ai]co Er[at]a Ru[f]i[na] / Mont(ano?) Mon/tanus co/nsacra[vit] / ex voto
In Rairiz de Veiga (Provinz Ourense, Galicien) wird Bandua als Partnerin von Mars auf einem Vexillum (römisches Feldzeichen) genannt:
Deo Vexilor[um] martis socio Banduae.
Der Ortsname Bande in Ourense weist offenbar ebenfalls auf Bandua hin.
Nach Steuding bezeichnet die Silbe ban das darauf folgende Wort als Femininum, so dass mit bandua oder bandea eine weibliche Gottheit im Allgemeinen verstanden werden kann. Ob es sich hier also um eine einzelne Göttin oder einen Sammelbegriff handelt, ist nicht eindeutig feststellbar.